# Keane
För andra betydelser, se Keane (olika betydelser).
Keane är ett brittiskt band bildat 1997. Gruppen kommer från Battle, East Sussex i England och spelar engelsk alternativ rock och pianorock och består av Tom Chaplin (sång m.m.), Tim Rice-Oxley (piano/keyboard m.m.) och Richard Hughes (trummor; officiellt sedan 2011) samt Jesse Quin (basgitarr m.m.). 
Keanes musik är influerad av U2, Radiohead, The Smiths och Depeche Mode med flera. De har haft hits som "Everybody's Changing", "Somewhere Only We Know", "Crystal Ball", "Is It Any Wonder?" och "Nothing In My Way". Bandet spelade också in en låt (New One) med gitarristen Domenic Scott, som hoppade av bandet innan de slog igenom. Keane har också gjort covers på till exempel Elton Johns "Goodbye Yellow Brick Road" och David Bowies/Queens "Under Pressure". Keane har också spelat in singeln "The Night Sky", som gjordes för War Child. I maj 2012 släpptes det fjärde studioalbumet Strangeland, som liksom sina föregångare toppade den brittiska albumlistan. Efter att bandet gjort ett uppehåll på fem år släpptes det femte studioalbumet Cause and Effect i september 2019.

## Medlemmar
Nuvarande medlemmar
- Tom Chaplin (född Thomas Oliver Chaplin 8 mars 1979 i Hastings) – sång, gitarr, piano, orgel (1997–)
- Tim Rice-Oxley (född Timothy James Rice-Oxley 2 juni 1976 i Oxford) – piano, keyboard, synthesizer, gitarr, basgitarr (1995–), bakgrundssång (1997–), ledsång (1995–1997)
- Richard Hughes (född Richard David Hughes 8 september 1975 i Gravesend, Kent) – trummor, percussion, bakgrundssång (1995–)
- Jesse Quin (född Jesse Joseph Quin 3 september 1981, i Bedford) – gitarr, basgitarr, synthesizer, percussion, bakgrundssång (2011–)

Tidigare medlemmar
- Dominic Scott (född 15 maj 1979 i Dublin) – gitarr, bakgrundssång (1995–2001)

## Diskografi
Studioalbum
- Hopes and Fears (2004) (UK#1, inspelat i studion Helioscentric nära Battle, med producenten Andy Green)
- Under the Iron Sea (2006) (UK#1, inspelat på The Magic Shop i Soho, New York)
- Perfect Symmetry (2008) (UK#1)
- Night Train (2010) (EP) (UK#1)
- Strangeland (2012) (UK#1)
- Cause and Effect (2019) (UK#2)

Livealbum
- Live from London (2006)
- iTunes Live: London Festival '10 (2010)

Samlingsalbum
- The Best of Keane (2013)

Keane har även gamla outgivna låtar, inspelade när gitarristen Dominic Scott var medlem i bandet (1997–2001).